# Grand Prix Formule 1 van Duitsland 1964
De Grand Prix Formule 1 van Duitsland 1964 werd gehouden op 2 augustus op de Nordschleife van de Nürburgring in Nürburg. Het was de zesde race van het seizoen.
De Grand Prix werd ontsierd door een dodelijk ongeluk. De Nederlander Carel Godin de Beaufort vloog, rijdend in zijn eigen Porsche 718, tijdens de vrije training van de Grand Prix van Duitsland op de Nürburgring Nordschleife de baan af bij de Bergwerk-bocht en belandde tussen de bomen. Hij kwam een dag later in het ziekenhuis in Keulen om het leven door ernstige verwondingen aan zijn hoofd, borst en benen.

## Uitslag
| Pos. | Nr. | Coureur                 | Constructeur    | Rondes | Tijd / Oorzaak uitval | Grid | Punten |
| ---- | --- | ----------------------- | --------------- | ------ | --------------------- | ---- | ------ |
| 1    | 7   | John Surtees            | Ferrari         | 15     | 2:12:04.8             | 1    | 9S     |
| 2    | 3   | Graham Hill             | BRM             | 15     | + 1:15.6              | 5    | 6      |
| 3    | 8   | Lorenzo Bandini         | Ferrari         | 15     | + 4:52.8              | 4    | 4      |
| 4    | 19  | Jo Siffert              | Brabham-BRM     | 15     | + 5:23.1              | 10   | 3      |
| 5    | 22  | Maurice Trintignant     | BRM             | 14     | Batterij              | 14   | 2      |
| 6    | 26  | Tony Maggs              | BRM             | 14     | + 1 Ronde             | 16   | 1      |
| 7    | 4   | Richie Ginther          | BRM             | 14     | + 1 Ronde             | 11   |        |
| 8    | 2   | Mike Spence             | Lotus-Climax    | 14     | + 1 Ronde             | 17   |        |
| 9    | 23  | Gerhard Mitter          | Lotus-Climax    | 14     | + 1 Ronde             | 19   |        |
| 10   | 5   | Dan Gurney              | Brabham-Climax  | 14     | + 1 Ronde             | 3    |        |
| 11   | 14  | Chris Amon              | Lotus-BRM       | 12     | Ophanging             | 9    |        |
| 12   | 6   | Jack Brabham            | Brabham-Climax  | 11     | Differentieel         | 6    |        |
| 13   | 20  | Ronnie Bucknum          | Honda           | 11     | Ongeluk               | 22   |        |
| 14   | 27  | Peter Revson            | Lotus-BRM       | 10     | Ongeluk               | 18   |        |
| DNF  | 1   | Jim Clark               | Lotus-Climax    | 7      | Motor                 | 2    |        |
| DNF  | 9   | Bruce McLaren           | Cooper-Climax   | 4      | Motor                 | 7    |        |
| DNF  | 16  | Bob Anderson            | Brabham-Climax  | 4      | Ophanging             | 15   |        |
| DNF  | 12  | Edgar Barth             | Cooper-Climax   | 3      | Koppeling             | 20   |        |
| DNF  | 18  | Giancarlo Baghetti      | BRM             | 2      | Gaspedaal             | 21   |        |
| DNF  | 10  | Phil Hill               | Cooper-Climax   | 1      | Motor                 | 8    |        |
| DNF  | 11  | Jo Bonnier              | Brabham-BRM     | 0      | Elektrisch probleem   | 12   |        |
| DNF  | 15  | Mike Hailwood           | Lotus-BRM       | 0      | Motor                 | 13   |        |
| DNS  | 29  | Carel Godin de Beaufort | Porsche         |        | Dodelijk ongeluk      |      |        |
| DNQ  | 28  | André Pilette           | Scirocco-Climax |        |                       |      |        |

## Wetenswaardigheden
Carel Godin de Beaufort stierf na een fatale crash tijdens de kwalificatie.

## Statistieken
| Pole-position | John Surtees | Ferrari | 8:38.4 |
| Snelste ronde | John Surtees | Ferrari | 8:39.0 |

## Noot
- Dit was het debuut van de Amerikaanse coureur Ronnie Bucknum.
- Vijftigste Grand Prix-start voor een Nieuw-Zeelandse coureur.
- Vijfde snelste ronde voor John Surtees.
- Vijftigste Grand Prix-winst voor een Britse coureur.

1931 · 1932 · 1934 · 1935 · 1936 · 1937 · 1938 · 1939 · 1951 · 1952 · 1953 · 1954 · 1956 · 1957 · 1958 · 1959 · 1961 · 1962 · 1963 · 1964 · 1965 · 1966 · 1967 · 1968 · 1969 · 1970 · 1971 · 1972 · 1973 · 1974 · 1975 · 1976 · 1977 · 1978 · 1979 · 1980 · 1981 · 1982 · 1983 · 1984 · 1985 · 1986 · 1987 · 1988 · 1989 · 1990 · 1991 · 1992 · 1993 · 1994 · 1995 · 1996 · 1997 · 1998 · 1999 · 2000 · 2001 · 2002 · 2003 · 2004 · 2005 · 2006 · 2008 · 2009 · 2010 · 2011 · 2012 · 2013 · 2014 · 2016 · 2018 · 2019